# Manosfera
Manosfera (ang. manosphere) – androsfera, nieformalna sieć blogów, forów internetowych i stron internetowych, które skupiają się na kwestiach związanych z mężczyznami i męskością. Często jest on interpretowany jako maskulinizm, tj. męski odpowiednik feminizmu lub sprzeciw wobec niego. Wspólne tematy obejmują prawa mężczyzn, prawa ojców i MGTOW; samodoskonalenie; antyfeminizm; męskie ofiary przemocy.
Termin ten powstał i jest używany głównie w języku angielskim. Caitlin Dewey z The Washington Post opisuje manosferę jako ogromną, zróżnicowaną sieć blogów i forów. Według dziennikarzy The Guardian, manosfera to społeczność męskich podrywaczy, ofiar nadużyć, zwolenników praw ojców, którzy gromadzą się w Internecie.
Manosfera ma swój własny żargon. Strony internetowe dotyczące manosfery często porównują akceptację ideologii manosferycznej z wyborem czerwonej pigułki, a ci, którzy nie zgadzają się z ich filozofią, są postrzegani jako przyjmujący niebieską pigułkę. Powszechnie używa się również terminów samiec alfa i samiec beta. Ponieważ niektórzy z nich widzą obojętność społeczeństwa na problemy, z którymi borykają się mężczyźni i chłopcy, niektórzy używają terminu seksizm odwrócony zamiast mizoandria.
Reddit jest jednym z popularnych miejsc komunikacji dla zwolenników manosfery. Na tej stronie znajduje się kilka forów, które są poświęcone idei manosfery. Jeden z nich, The Red Pill, ma ponad 200 000 subskrybentów. Niektórzy analitycy uważają manosferę za coś w rodzaju internetowych jaskiń (miejsc, w których człowiek spędza wolny czas, po angielsku: man cave). Jednym z częstych tematów na stanowiskach manosfery jest temat rozwarstwienia społecznego. W zbiorowiskach mężczyzn-podrywaczy (ang. pick-up artists) z niższych średnich socjoseksualnych warstw nazywa się czasem BAFC (ang. below average frustrated chump), incelami i samcami omega.
Dziennikarka feministyczna, Donna Zuckerberg napisała, że rozwój ruchu i wzrost tonu politycznego, który niektórzy z jego liderów zapożyczyli od 2016 roku, doprowadził do powstania bardziej wrogich stosunków wewnętrznych, w szczególności między podrywaczami a obrońcami praw mężczyzn.
Filozofia Czerwonej Pigułki (ang. The Red Pill) jest główną zasadą manosfery, która dotyczy konfrontacji mężczyzn z feminizmem. Termin ten wywodzi się z subreddita /r/TheRedPill, a później był używany przez aktywistów na rzecz praw mężczyzn i strony MGTOW. Zuckerberg napisała: Red Pill prezentuje nowy etap mizogonii w Internecie. Jej członkowie nie tylko wyśmiewają i upokarzają kobiety; wierzą również, że w naszym społeczeństwie mężczyźni są przez kobiety uciskani. Zuckerberg bezpodstawnie łączy manosferę z neoreakcyjnym, białym, nacjonalistycznym, alternatywnym ruchem prawicowym: wielu jej uczestników to albo podrywacze, albo zwolennicy MGTOW, podczas gdy główną troską alt-rightu jest kontrola nad seksualnością białych kobiet.
Wielu członków manosfery postrzega rewolucję seksualną w krajach Zachodu od połowy XX wieku jako zjawisko negatywne. 